# Theo Maissen
Pour les articles homonymes, voir Maissen.
Theo Maissen, né le 2 septembre 1944 à Coire, est une personnalité politique suisse membre du Parti démocrate-chrétien.

## Biographie
Il est ingénieur agronome de formation et a soutenu une thèse de doctorat à l'École polytechnique fédérale de Zurich. Depuis 1995, il siège au Conseil des États comme représentant du canton des Grisons.
Il est président du groupement suisse pour les régions de montagne.